# Nguyễn Giác Ngộ
Nguyễn Giác Ngộ (1897 - 1967) nguyên là một cựu tướng lĩnh của Quân đội Việt Nam Cộng hòa, cấp bậc Thiếu tướng. Ông nguyên là sĩ quan cao cấp của Giáo phái Hoà Hảo. Ông được đào tạo ở trường Nội ứng Nghĩa đinh mở ra ở Cái Vồn, Nam Kỳ do Pháp huấn luyện. Hơn 10 năm đứng trong hàng ngũ của Quân đội Giáo phái, được trọng dụng và được phong từ sĩ quan cấp úy đến cấp tá, cuối cùng là Thiếu tướng Tư lệnh Lực lượng Quân đội Hòa Hảo. Năm 1950 ông trở về hợp tác với Quân đội Quốc gia do Quốc trưởng Bảo Đại làm Tổng Chỉ huy.

## Thân thế và sự nghiệp

### Hoạt động Giáo phái
Ông tên thật là Nguyễn Văn Ngượt tự Giác Ngộ, sinh ngày 18 tháng 5 năm 1897 tại Long Điền, Long Xuyên, miền tây Nam phần trong một gia đình trung nông.
Năm 1940, ông theo Đức Thầy Huỳnh Phú Sổ (là Sĩ quan Tuỳ viên và Cận vệ cho Đức Thầy). Trong thời gian từ năm 1940 đến năm 1946, ông đã được Đức Thầy phong từ cấp uý dần lên đến cấp tá.
Tháng 7 năm 1946, ông được phong cấp Đại tá và được cử làm Chỉ huy trưởng Chi đội 30 Nguyễn Trung Trực.
Trung tuần tháng 7 năm 1949, ông được phong cấp Thiếu tướng và được bổ nhiệm làm Tư lệnh Lực lượng Hòa Hảo Dân xã Nguyễn Trung Trực, bản doanh đặt tại cù lao Ông Chưởng, Định Hoà, Chợ Mới, Long Xuyên.

### Quân đội Quốc gia Việt Nam
Ngày 22 tháng 2 năm 1950 ông trở về hợp tác với Chính phủ Quốc gia. Ngày 16 tháng 3, ông tuyên thệ trung thành với Chính phủ dưới quyền Chủ tọa của Quốc trưởng Bảo Đại và được cử làm Chỉ huy trưởng Khu Quân sự Định Hòa, Long Xuyên. Đến ngày 13 tháng 8 năm 1954, sau Hiệp định Genève (20 tháng 7 năm 1954), ông được đồng hóa cấp bậc Thiếu tướng trong Quân đội Quốc gia.

### Quân đội Việt Nam Cộng hòa
Ngày 1 tháng 6 năm 1955, ông làm lễ tuyên thệ hợp tác với Chính phủ Quốc gia, dưới sự chủ toạ của Thủ tướng Ngô Đình Diệm. Ba ngàn binh sĩ Hòa Hảo dưới quyền Tư lệnh của ông cũng được biên chế và đồng hóa cấp bậc của Quân đội Việt Nam Cộng hòa.
Tháng 6 năm 1957, ông được cử đến Quảng Nam để tổ chức đoàn Thám sát Xuyên sơn và thực hiện kế hoạch Phát triển Kinh tế. Sau đó, ông phục vụ tại Bộ Quốc phòng cho đến ngày giải ngũ.

## Cuối đời
Ngày 21 tháng 3 năm 1965, ông được giải ngũ vì lý do lớn tuổi. Ông trở về quê ở Long Xuyên định cư và sinh sống.
Ngày 2 tháng 2 năm 1967, ông từ trần tại Chợ Mới, Long Xuyên. Hưởng thọ 70 tuổi.